# Nießbrauch
Der Nießbrauch ist in Deutschland das unveräußerliche und unvererbliche absolute Recht, eine fremde Sache, ein fremdes Recht oder ein Vermögen zu nutzen (§ 100 BGB; Nießbrauch an Sachen, § 1030 BGB; Nießbrauch an einer Erbschaft, § 1089 BGB); ähnlich der Nutzniessung in der Schweiz.

## Etymologie
Der Begriff ist eine Lehnübersetzung von lateinisch ūsus frūctūs ‚Fruchtgenuss‘. Der Nießbrauch tauchte als Begriff ersichtlich erstmals im Berner Ratsmanual des Jahres 1496 auf. Obwohl die Ausdrücke Nießbrauch und Nutznießer seit dem Mittelalter im deutschsprachigen Raum eingeführt waren, konnten sie den lateinischen Terminus bis ins 19. Jahrhundert nicht völlig verdrängen. Eine häufige Form des Nießbrauchs ist ein lebenslanges Recht, eine Wohnung oder ein Haus zu bewohnen und alle Nutzungen aus dem Grundstück zu ziehen. Hiervon zu unterscheiden ist das Wohnrecht, welches lediglich das Bewohnen/Nutzen eines Gebäudes oder Teilen eines Gebäudes gestattet, nicht jedoch die Fruchtziehung.

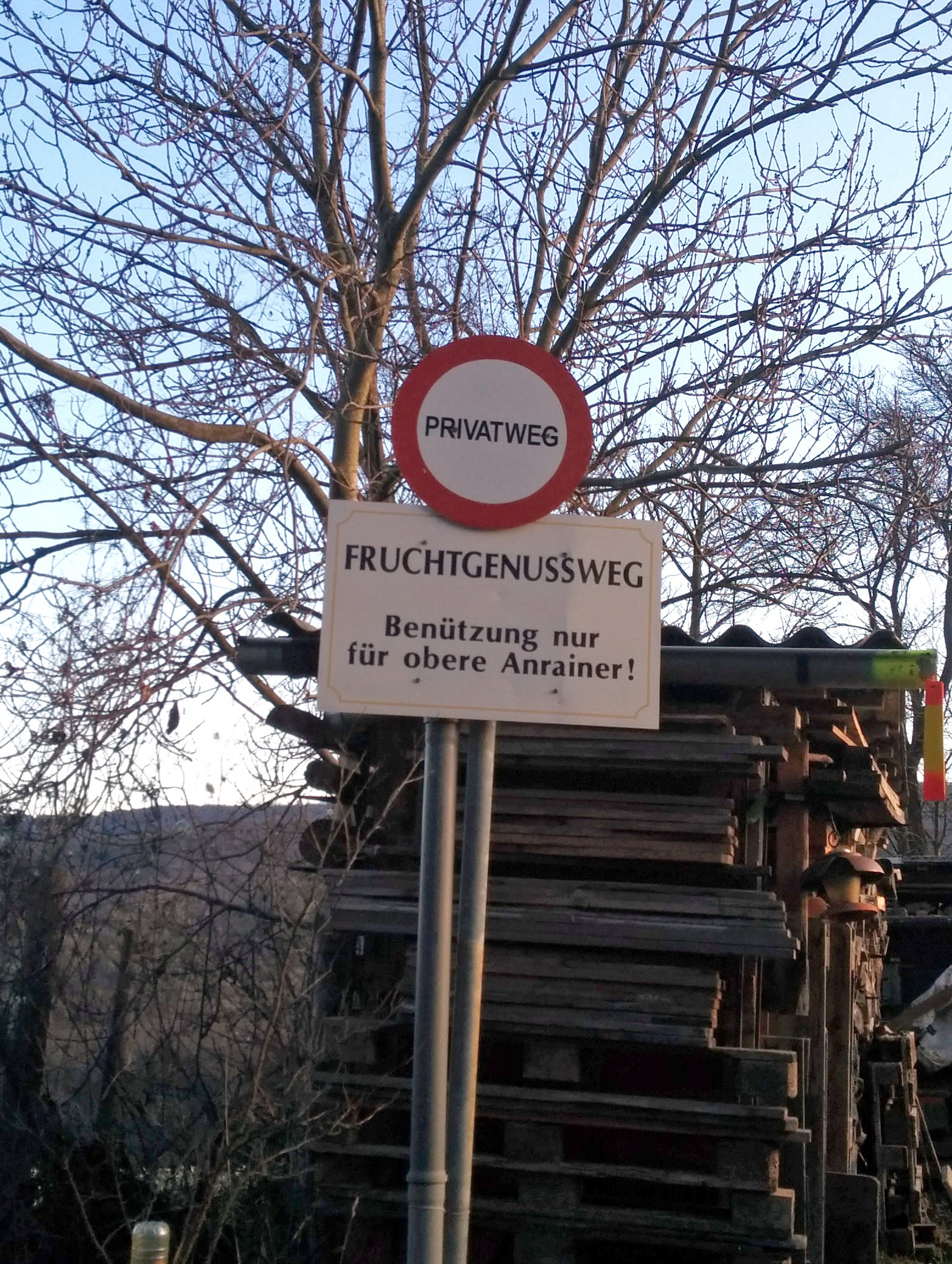
Kennzeichnung eines Fruchtgenussweges in Österreich

## Allgemeine Definition
Das Eigentum an einer Sache verleiht dem Eigentümer im Wesentlichen mehrere Rechte: Nutzung (lateinisch ius utendi), Fruchtziehung (lat. ius fruendi), Abausnutzung und Zerstörung (lat. ius abutendi) und Verfügung (lat. ius disponendi). Durch die Begründung des Nießbrauchs überträgt der Eigentümer einer Sache das Recht zur Nutzung und zur Fruchtziehung an einen Dritten und behält nur das Verfügungsrecht für sich. Auf diese Weise wird die rechtliche Herrschaft über eine Sache sozusagen „aufgespalten“, und es entstehen die Rechtsfiguren des „bloßen Eigentümers“ (lat. nudus dominus, französisch nu-propriétaire, niederländisch bloot eigenaar), d. h. der Rechtsinhaber des nießbrauchbeschwerten Eigentums, und des „Nießbrauchers“. Ersterer behält das „bloße Eigentum“ (lat. nudum dominium, eine Form des nudum ius) an der Sache, deren umfassende Nutzung einschließlich der Fruchtziehung hingegen beim Nießbrauchsberechtigten („wirtschaftlicher Eigentümer“) liegt.

## Gesetzlicher Inhalt in Deutschland
Anders als die Grunddienstbarkeit und die beschränkte persönliche Dienstbarkeit gewährt der Nießbrauch dem Nießbraucher nicht nur einzelne Nutzungsrechte, sondern das Recht zur umfassenden Nutzung des belasteten Gegenstands. Darin enthalten ist die Ziehung von „Früchten“ (§ 99 BGB), also der Erzeugnisse und sonstigen Ausbeute des Gegenstandes: Sachfrüchte sind z. B. die Ernte bei einem landwirtschaftlichen Grundstück oder die abgebauten Steine eines Steinbruches, Rechtsfrüchte die Miet- und Pachtzinsforderungen.
Der Nießbrauch ist folglich das dingliche, also absolut wirkende Gegenstück zur schuldrechtlichen Pacht: Der Berechtigte hat nicht nur einen Anspruch auf Nutzungsziehung gegen seinen Vertragspartner, sondern ein Recht auf Nutzungsziehung an dem belasteten Gegenstand, das gegenüber jedermann wirkt.
Der Nießbrauch ist regelmäßig unveräußerlich und unübertragbar (Ausnahme: § 1059a BGB). Seine Ausübung kann aber einem Dritten überlassen werden (§ 1059 BGB). Der Nießbrauch ist nach § 1059b BGB unpfändbar.

## Bestellung
Die Bestellung des Nießbrauchs hat, soweit spezielle Regelungen fehlen, in der Form zu erfolgen, die für Verfügungsgeschäfte am jeweiligen Gegenstand vorgeschrieben ist:
- an unbeweglichen Sachen (Grundstücke oder grundstücksgleiche Rechte) gemäß § 873 BGB durch dingliche Einigung und Eintragung ins Grundbuch. Hier ist notarielle Beurkundung erforderlich.
- an beweglichen Sachen (Mobilien, Fahrnis) gemäß § 1032 BGB grundsätzlich durch formlose Einigung und Übergabe der Sache (mit Verweis auf Vorschriften über die Übereignung beweglicher Sachen in Satz 2 der Vorschrift);
- an Rechten, soweit übertragbar, gemäß § 1069 BGB nach den Vorschriften über die Übertragung des jeweiligen Rechts (z. B. bei Forderungen: Abtretung);
- an Inhaber- und Orderpapieren: vgl. § 1081 BGB;
- an einem Vermögen (z. B. am Nachlass, Unternehmen usw.) gemäß § 1085 BGB nach den für die einzelnen Vermögensbestandteilen geltenden Regelungen an jedem einzelnen Vermögensgegenstand gesondert.

Ausnahmsweise kann ein Nießbrauch auch kraft Gesetzes entstehen.
Der Nießbrauch kann auch statt am gesamten Eigentum nur an einem Miteigentumsanteil bestellt werden (Bruchteilsnießbrauch) oder sich nur auf einen Teil der Nutzungen beziehen (Quotennießbrauch). Der Nießbraucher wird gegen Beeinträchtigungen und Störungen seines Rechts wie ein Eigentümer geschützt (§ 1004 BGB).
Die Zulässigkeit eines Eigentümernießbrauchs (also der Bestellung eines Nießbrauchs an einer eigenen Sache) ist umstritten; der BGH sieht die Bestellung eines Nießbrauchs an einem eigenen Grundstück als zulässig an, etwa zur Vorbereitung einer Veräußerung unter Nießbrauchsvorbehalt.
Wie jedes Verfügungsgeschäft ist auch die Bestellung eines Nießbrauches zwar ohne rechtlichen Grund wirksam (Abstraktionsprinzip). Allerdings ergibt sich dann grundsätzlich ein bereicherungsrechtlicher Rückübertragungsanspruch (§§ 812 ff. BGB). Um dauerhaft (kondiktionsfest) zu sein, liegt der Bestellung daher regelmäßig ein von ihr zu trennendes Verpflichtungsgeschäft zu Grunde, das sie erfüllt (Kauf, Schenkung, Vermächtnis usw.).

## Steuerliche Behandlung
Bei der steuerlichen Beurteilung eines Nießbrauchsrechts ist zwischen Zuwendungs- und Vorbehaltsnießbrauch zu unterscheiden:

### Zuwendungsnießbrauch
Beim Zuwendungsnießbrauch bestellt der Eigentümer an seinem Grundstück einen Nießbrauch zugunsten des Berechtigten. Künftig erzielt der Nießbraucher und nicht mehr der Eigentümer Einkünfte aus Vermietung und Verpachtung, sollte das Grundstück an einen Dritten vermietet oder verpachtet sein. Allerdings kann der Nießbraucher im Fall des unentgeltlichen Zuwendungsnießbrauchs wegen der Gebäudesubstanz keine Abschreibungen geltend machen. 
Schenkungsteuerlich ist der kapitalisierte Wert des Nießbrauchs beim Empfänger zu versteuern.

### Vorbehaltsnießbrauch
Ein Vorbehaltsnießbrauch liegt vor, wenn bei der Übertragung z. B. eines Grundstücks zugleich ein Nießbrauchsrecht für den bisherigen Eigentümer an dem übertragenen Grundstück bestellt wird. Bei einem Mietwohngrundstück erzielt dann weiterhin der Schenker Einkünfte aus Vermietung und Verpachtung, obwohl der Beschenkte als Eigentümer im Grundbuch steht. Der Schenker kann alle von ihm getragenen Grundstücksaufwendungen einschließlich der Gebäude-AfA als Werbungskosten steuermindernd abziehen. Nutzt der Vorbehaltsnießbraucher das belastete Grundstück zur Erzielung von Einkünften aus Vermietung und Verpachtung, dann ist er im gleichen Umfang wie zuvor als Eigentümer zu AfA gemäß § 9 Abs. 1 Satz 3 Nr. 7 i. V. m. § 7 EStG befugt (Nießbraucherlass TZ 41 ff.). Solange der Nießbrauch besteht, erzielt der Beschenkte keine Einkünfte und kann mit dem Grundstück zusammenhängende Aufwendungen nicht steuerlich geltend machen.
Die Nießbrauchsbelastung zugunsten des Schenkers oder seines Ehegatten durfte für Zwecke der Schenkungsteuer bis zum 31. Dezember 2008 nicht von der Bemessungsgrundlage abgezogen werden (§ 25 ErbStG a. F.). D. h. der Vorbehaltsnießbrauch zugunsten des Schenkers wurde nicht als Belastung des Grundstücks anerkannt, aber die Schenkungsteuer wurde insoweit gestundet. Seit 1. Januar 2009 ist die Nießbrauchbelastung von der Bemessungsgrundlage (steuerpflichtiger Erwerb) abzuziehen und entfaltet damit steuermindernde Wirkung. Der vorzeitige unentgeltliche Verzicht auf den Vorbehaltsnießbrauch erfüllt den Tatbestand der Schenkung i. S. d. § 7 ErbStG.

## Rechtsfolgen und praktische Bedeutung
In der Praxis wird der Nießbrauch häufig bei der Vermögensübertragung im Wege der vorweggenommenen Erbfolge eingesetzt. Der Übertragende verschafft dem Nachfolger zwar das Eigentum an den Gegenständen, behält sich aber zu seinen Lebzeiten den Nießbrauch vor. Damit die Früchte gezogen werden können, hat der Nießbraucher gegen den Eigentümer ein Recht zum Besitz. Zwischen dem Eigentümer und dem Nießbraucher besteht ein gesetzliches Schuldverhältnis, das den Nießbraucher verpflichtet, ordnungsgemäß zu wirtschaften, die Sache zu erhalten und sie zu versichern. Auch hat der Nießbraucher die gewöhnlichen öffentlichen und privatrechtlichen Lasten zu tragen. Verwendungen, die über die gewöhnliche Unterhaltung hinausgehen, kann der Nießbraucher vom Eigentümer ersetzt verlangen, wenn die Voraussetzungen einer Geschäftsführung ohne Auftrag vorliegen.
Die neuere Interpretation des § 1041 BGB durch den Bundesgerichtshof erlegt dem Nießbraucher nur solche Pflichten bzw. Unterhaltszahlungen auf, die „regelmäßig, und zwar wiederkehrend innerhalb kürzerer Zeitabstände“ fällig werden. Diese Formel ist seitdem vom BGH angewendet worden, die außerdem besagt, dass auch ein bei dem Nießbraucher zur Miete wohnender Eigentümer neben der Miete gegebenenfalls die größeren Modernisierungsmaßnahmen und Arbeiten an Dach und Fach selbst zu erbringen hat, wobei der Nießbraucher nicht in Vorleistung gehen muss („dolo … petit“-Prinzip). Dies schützt zwar den Nießbraucher, kann aber bedeuten, dass dem Eigentümer beträchtliche Ausgaben entstehen könnten, ohne dass er ein Verfügungsrecht über die Immobilie hat. Durch ein eingeräumtes Nießbrauchrecht auf eine Immobilie nimmt der Marktwert selbiger ab, da der Eigentümer nur noch eine eingeschränkte Verfügungsgewalt über das Objekt besitzt. Dies bedeutet zwar, dass im Falle einer Veräußerung der Immobilie bestehende Nießbrauchrechte in die Immobilienbewertung wertmindernd einbezogen werden, andererseits hat dies jedoch eine verminderte Versteuerung zur Folge.
Ein Urteil des Bundessozialgerichts schützt andererseits den Eigentümer einer mit einem Nießbrauch belasteten Immobilie im Falle der Inanspruchnahme von Grundsicherung: Die staatliche Leistung wird als Zuwendung und nicht als Darlehen gewährt.
Zunehmende Bedeutung erhält Nießbrauch als eine Möglichkeit der Immobilienverrentung.

## Löschung
Ein Nießbrauch wird gelöscht durch Löschungsantrag und Löschungsbewilligung. Die Löschungsbewilligung des Nießbrauchers muss notariell beurkundet werden, der Löschungsantrag des Nießbrauchers muss lediglich ortsgerichtlich oder notariell unterschriftsbeglaubigt werden. (Eine einfache Beglaubigung z. B. des Einwohnermeldeamtes reicht hingegen nicht.) In der Regel geht die Löschungsbewilligung zeitlich dem Löschungsantrag voraus, und der Eigentümer reicht dann beide Urkunden beim Amtsgericht ein. Löschungsantrag und Löschungsbewilligung müssen nicht physisch verbunden – beispielsweise gelöst – sein, die getrennte Einreichung ist ohne weiteres möglich. Es ist üblich, zusammen mit dem Löschungsantrag zugleich um Übersendung eines – aus Kostengründen – unbeglaubigten Grundbuchauszuges zu bitten. Im Regelfall verbleibt die Löschungsbewilligung beim Grundbuchamt in der Akte; auf Wunsch kann sie nach Eintragung der Löschung ins Grundbuch an den Eigentümer zurückgeschickt werden.

## International
In der Schweiz wird für dieses Rechtsinstitut die Bezeichnung Nutzniessung verwendet. Sie ist in Art. 745 ff. ZGB geregelt. In Österreich nennt sich dieses Recht Fruchtgenussrecht oder Fruchtnießung und wird durch § 509 ff. ABGB geregelt.